# Dennstaedtia dennstaedtioides
Dennstaedtia dennstaedtioides là một loài dương xỉ trong họ Dennstaedtiaceae. Loài này được Copel. mô tả khoa học đầu tiên năm 1907.